# 卡米亞諾吉爾卡 (伊林齊區)
48°57′41″N 29°28′54″E / 48.96139°N 29.48167°E
卡姆亞諾希爾卡（烏克蘭語：Кам'яногірка），是烏克蘭西南部的村落，隸屬文尼察州的海辛區。該村始建於1882年，面積1.08平方公里，海拔高度198米，2001年人口943。